# Rollos de Samuel (manuscritos del Mar Muerto)
Los rollos de Samuel hallados entre los manuscritos del Mar Muerto, son una colección de textos fragmentarios que contienen partes de los libros bíblicos de Samuel, o Primero y Segundo de los Reyes en otras versiones, hallados en las cuevas de Qumran cerca del Mar Muerto. Son testigos importantes de la historia textual de dichos libros. Están datados entre el siglo III a. C. y el siglo I d. C.

## Los manuscritos
De los cuatro fragmentos de Samuel encontrados en Qumrán, uno fue descubierto en Cueva 1 y tres fragmentos en la «Cueva 4».

### 1Q7 Samuel
1QSam fue encontrado en la Cueva 1 y contiene restos de un manuscrito que contenía partes de 1 Samuel 18:17-18 y 2 Samuel 20:6-10; 21:16-19; 23:9-12.

### 4Q51 Samuela
4Q Samuel (4QSama; 4Q51) se encontró en la Cueva 4 de Qumrán y data de mediados del siglo I a. C.. Destaca por ser el mejor conservado y el más largo de todos los manuscritos.

### 4Q52 Samuelb
Es el más antiguo de todos los manuscritos, pues fue datado en el siglo III a. C.. Contiene framentos de 1 Samuel 12:3, 5-6; 14:41-42; 15:18; 16:1-11; 19:10-13, 15-17; 20:26-42; 21:1-2, 4-9; 22:8-9; 23:8-20, 22-23

### 4Q53 Samuelc
Está datado de entre el primer y segundo siglo antes de la era común. Contiene partes de 1 Samuel 25:30-31; 2 Samuel 14:7-33; 15:1-6, 8-15.

## Variantes textuales
Los expertos, al comparar los manuscritos de Qumrán con el texto masorético, han encontrado algunas variantes textuales. Una de las más destacadas se encuentra en 1 Samuel 17:4, mientras que el texto masorético registró la altura de Goliat en seiscodos y un palmo (posiblemente de aproximadamente 2,90 metros, el texto de Qumrán le atribye a Goliat una altura de cuatro codos y un palmo, lo que equivale a aproximadamente 1,98 metros. También, el historiador judío del siglo I Flavio Josefo, y la Biblia de los Setenta, le atribuyeron iguamente una altura mucho menor a Goliat.